# Ugo Pagliai
Ugo Pagliai, né le 13 novembre 1937 à Pistoia (Toscane), est un acteur italien.
Il a été le compagnon de Paola Gassman.

## Biographie
Fils d'un vendeur et d'une chanteuse, il s'installe en 1956 à Rome où il fréquente l'Académie nationale d'art dramatique Silvio-D'Amico. Il commence au début des années 1960 à jouer dans différentes compagnies dirigées par des metteurs en scène tels que Luigi Squarzina, Giorgio De Lullo, Orazio Costa et Massimo Castri. À partir de 1962, il joue à plusieurs reprises dans des pièces préparées pour l'émission télévisée Vivere insieme animée par Ugo Sciascia. En 1963, il est au Teatro Stabile di Genova, puis au Teatro Stabile di Roma et au Teatro Stabile d'Abruzzo (it). Il s'est fait connaître en 1969, grâce au rôle de Lawrence d'Arabie dans la pièce de théâtre Ross de Giuseppe Fina, plébiscitée par la critique. En 1973, il fonde sa propre compagnie théâtrale avec sa partenaire Paola Gassman, interprétant des textes tels que Les Revenants d'Henrik Ibsen, Chat en poche de Georges Feydeau, L'Homme, la Bête et la Vertu de Luigi Pirandello, Le Père d'August Strindberg, Hélène d'Euripide et bien d'autres encore ; il devient rapidement l'un des principaux acteurs de la scène théâtrale italienne.
En 1988, il a reçu le prix Flaiano pour l'ensemble de sa carrière. Il fait ses débuts au cinéma en 1961 dans le film C'est parti, mon kiki réalisé par Steno, mais sa présence sur le grand écran n'a pas pris une grande place dans sa carrière ; jusqu'en 2018, cependant, il a joué dans près de vingt films. Il est également actif en tant qu'acteur de doublage, assurant la voix italienne de Doc Hudson dans Cars 3, en remplacement de Cesare Barbetti. À la télévision, il fait sa première apparition en 1961, sous la direction de Guglielmo Morandi, Mario Landi et d'autres, dans plusieurs téléfilms, feuilletons et pièces de théâtre filmées et adaptées pour le petit écran. Deux ans plus tard, il obtient une grande popularité avec le rôle du professeur Edward Lancelot Forster dans le téléfilm Il segno del comando, réalisé par Daniele D'Anza, aux côtés de Carla Gravina, qui atteint de très hauts niveaux d'audience. D'Anza le dirige à nouveau dans trois autres téléfilms, dont L'amaro caso della baronessa di Carini (it), un autre grand succès, aux côtés de Janet Ågren. En 1972, il joue le rôle de Giacomo Casanova dans la série télévisée française Les Évasions célèbres. En 1977, il joue aux côtés de Peppino De Filippo — son seul rôle dramatique — et de Lino Capolicchio dans la difficile pièce d'Harold Pinter Le Gardien, adapté pour le petit écran par Edmo Fenoglio. 
Depuis 1980, il se consacre presque exclusivement au théâtre, à l'exception de quelques retours sporadiques au petit et au grand écran. De 1996 à 2001, il a été l'interprète de chansons italiennes connues au Premio Lunezia, son duo avec sa femme Paola Gassman a particulièrement marqué le public.

## Filmographie

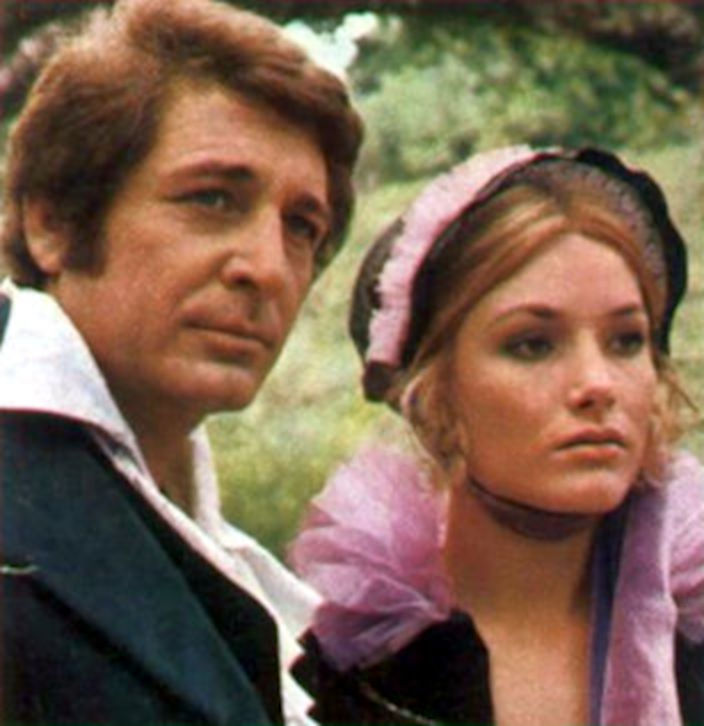
Avec Janet Ågren dans le téléfilm ' (1975).

### Cinéma
- 1961 : C'est parti, mon kiki (Psycosissimo) de Steno
- 1965 : Les Complexés (I complessi), de Luigi Filippo D'Amico, Dino Risi et Franco Rossi - segment Guglielmo il dentone
- 1967 : Jerk à Istanbul de Francis Rigaud
- 1967 : Le Tigre sort sans sa mère (Da Berlino l'apocalisse) de Mario Maffei
- 1968 : Colpo di sole (it) de Mino Guerrini
- 1969 : La Dernière Balle à pile ou face (Testa o croce) de Piero Pierotti
- 1970 : O Cangaceiro de Giovanni Fago
- 1972 : La Fille à la peau de lune (La ragazza dalla pelle di luna) de Luigi Scattini
- 1972 : Guardami nuda (it) d'Italo Alfaro
- 1972 : La dame rouge tua sept fois (La dama rossa uccide sette volte) d'Emilio Miraglia
- 1974 : Nuits rouges de Georges Franju
- 1974 : Mon Dieu, comment suis-je tombée si bas ? (Mio Dio, come sono caduta in basso!) de Luigi Comencini
- 1982 : Di padre in figlio de Vittorio et Alessandro Gassmann
- 1997 : Fatal Frames: Fotogrammi mortali (it) d'Al Festa (it)
- 1998 : Bagnomaria (it) de Giorgio Panariello
- 2001 : I giorni dell'amore e dell'odio (it) de Claver Salizzato (it)
- 2007 : Family Game (it) d'Alfredo Arciero (it)
- 2018 : Silvio et les Autres (Loro) de Paolo Sorrentino
- 2019 : Lectura Ovidii (it) de Davide Cavuti (it)
- 2020 : Si muore solo da vivi (it) d'Alberto Rizzi

### Télévision
- 1972 : Les Évasions célèbres, épisode L'Évasion de Casanova de Jean-Pierre Decourt : Giacomo Casanova
- 1975 : L'amaro caso della baronessa di Carini (it) de Daniele D'Anza : Luca Corbara